# ミシュリフ
ミシュリフ（英: Mishriff）は、アイルランドで生産され、イギリスで調教されていた競走馬である。主な勝ち鞍は2020年ジョッケクルブ賞、2021年サウジカップ、ドバイシーマクラシック、インターナショナルステークス。

## 戦績

### デビュー前
ファイサル王子の自家生産馬であり、父メイクビリーヴ（仏2000ギニー、フォレ賞）、母コントラディクト、2代母アクツオブグレース、3代母ラファ（仏オークス）は同馬主の所有馬であった。

### 2歳(2019年)
10月14日ヨーク競馬場の一般戦でデビューしたが4着。続く10月25日ニューベリー競馬場の一般戦でも3着に終わる。デヴィッド・イーガンに乗り替わった3戦目で初勝利を挙げ、2歳シーズンを終える。

### 3歳(2020年)
3歳初戦となった2月29日のサンバサウジダービーでは中団追走から脚を伸ばしフルフラットの2着に入る。
その後6月6日のニューマーケットステークス（L）で、1番人気の僚馬ヴァルトコニグ（3着）らを退けて快勝。検疫の問題により自己隔離が必要なイーガンに代わってイオリッツ・メンディザバルが騎乗することとなって迎えた7月5日のジョッケクルブ賞（仏ダービー、G1）では、二冠を目指す仏2000ギニー馬ヴィクタールドラム、3連勝中のG3フォルス賞勝ち馬パオアルト、オーシャンアトランティックに続く4番人気に支持された。ミシュリフは道中5番手でレースを進め、直線では行き場を失う不利があったが、鋭く脚を伸ばすと先に抜け出した仏2000ギニー2着馬ザサミットを差し切ってG1初制覇を果たした。騎手は、「あのように2完歩で決着をつけてしまうのですから、ミシュリフは凄い馬です」と語った。一方、6着パオアルトの鞍上マキシム・ギュイヨンによって走行妨害の申し立てがあったため、走行妨害は認められなかったものの、メンディザバル騎手には4日間の騎乗停止処分が下された。
続く8月15日のギヨームドルナノ賞（G2）では3番手追走から早めにスパートすると、2着ヴィクタールドラム、3着ザサミットの後続馬2頭に4馬身半差をつけて圧勝した。ランフランコ・デットーリ騎手は、仏ダービーでの末脚と、不良馬場となった当レースの勝利を踏まえて「彼は柔らかい馬場を好む馬だからね」「残り600mで“捕まえに来いよ”と言ったんだ」とコメントした。
中距離路線に自信を見せた陣営は、凱旋門賞を回避。引き続きデットーリの手綱で、10月17日、欧州競馬の中距離路線総決算である英チャンピオンステークスに出走。前年覇者マジカルに次ぐ2番人気に支持されたが、道悪の中アデイブの8着と崩れた。

### 4歳(2021年)
2月20日、前年のサウジダービー以来1年ぶりのダート戦となるサウジカップに出走。鞍上はニューマーケットステークス以来のイーガン騎手となった。道中は先行するニックスゴーとシャーラタンを追いかける形で3番手を進むと、最後の直線ではシャーラタンとの一騎打ちを制し、1馬身差をつけて優勝。同レースの誇る「世界最高の賞金総額2000万ドル（約21億円）」のうち、優勝賞金である1000万ドル（約10億5000万円）を獲得した。この結果が評価され、2021年最初のロンジン・ワールド・ベストレースホース・ランキングでは122のレーティングを獲得してトップに立った。以後、イーガンが継続的にミシュリフに騎乗することになる。
3月27日、芝のレースに戻り、ドバイシーマクラシック（G1）に出走。道中は最後方から追走すると、最後の直線で先に抜け出した日本のクロノジェネシス・ラヴズオンリーユーとの激しい叩き合いを制してクビ差の勝利。ジョッケクルブ賞以来のG1・2勝目となった。21歳の鞍上イーガンにはG1初勝利がもたらされた。ミシュリフに「距離不安説」があったことを背景に、イーガンは、ドバイワールドカップへ向かわなかったことや、芝2400mで走らせることについて「これは正しい判断でした」と語った。なお、調教師のジョン&サディ・ゴスデン親子は、同日のドバイターフもロードノースによって勝利している。
7月3日、「長期休養明け」でエクリプスステークス（G1）に出走。わずか4頭立てではあったが、ミシュリフと同じく海外でG1を勝利した古馬アデイブも参戦したこのレースでは、同年のフランス二冠馬セントマークスバシリカが古馬を引き離して圧勝する一方、ミシュリフは2着争いでアデイブにクビ差退けられ3着に敗れた。
7月24日、当初は同日のヨークステークス（G2）も選択肢の一つとしていたが、欧州競馬の上半期総決算であるキングジョージ6世＆クイーンエリザベスステークスに出走。直線では最後方から追撃し、昨年の英二冠を含むG1・4連勝中で1番人気のラブを外から交わしたが、同年の英ダービー馬アダイヤーに徐々に突き放され、1馬身3/4差の2着に敗れた。ミシュリフは2戦連続で3歳馬の後塵を拝する形となったが、ゴスデン師は、古馬と3歳馬との斤量差が大きいことを挙げてミシュリフを評価し、また「とはいえ、悪いものでもないさ。私は3歳馬が古馬と対するのを見るのが大好きなんだ」とも語った。
8月18日（イボアフェスティバル初日）、予定の通り真夏の欧州中距離王者決定戦である英インターナショナルステークス（G1）に出走。セントマークスバシリカはレース当週に外傷を負って回避したため、僚馬ラブが代わりに出走した。レースでは愛2000ギニー馬マックスウィニーが逃げてペースを作る展開で、ミシュリフは3番手のラブをマークするようにその斜め後方に付けて追走し、直線で外を通って先頭に立つと一気に後続へ差を付け、G2キングエドワード7世ステークス勝ち馬アレンカーがラブとの2着争いを1/2馬身差制するなか、6馬身差の圧勝劇を演じた。ミシュリフとその鞍上イーガンは、これによってともに英国G1の初勝利を挙げた。これまでのミシュリフの勝利と比較してどうであったか尋ねられたイーガンは、「騎手人生で最良の日ですね。賞金の問題ではなく、この馬のことを思うと、今日勝てたことが嬉しいです」と語った。第50回の開催となる同レースに立ち会ったピーター・イースタービー元調教師は、ウィナーズサークルにおいて「これ以上の馬はいないでしょうね」と称賛した。ゴスデン師は、今後についてブリーダーズカップ・ターフやジャパンカップへの遠征も示唆した。また、この勝利によりミシュリフは127のレーティングを獲得し、2021年度ロンジンワールドベストレースホースランキングでは、ニックスゴー（BCクラシック1着 - 129）に次ぎ、アダイヤー（KGⅥ&QES1着 - 127）、セントマークスバシリカ（エクリプスS1着 - 127）の2頭に並ぶ第2位タイに位置づけられることとなる。
「パリでのタフな12ハロン」で行われる凱旋門賞を回避して「10ハロン路線」を維持し、10月16日、前年8着に敗れた英チャンピオンステークス（G1）に出走。ミシュリフは2番人気アダイヤー（前走凱旋門賞4着）を抑えて1番人気に支持され、人気の両頭によるKGⅥ&QES以来の再戦が注目を集めた。稍重馬場で行われたレースでは、発馬で出遅れると5番人気のジャンリュックラガルデール賞勝ち馬シリウェイ（前走凱旋門賞5着）にブロックされる形でのレースとなり、直線では逃げたアダイヤーとともに失速、ドバイオナーおよびマックスウィニーにも交わされてシリウェイの4着に敗れた。馬主ファイサル王子のレーシングマネージャーであるヴォールト氏は敗因として馬場状態を挙げた。
ゴスデン師は「少し休みが必要だ」として、次の目標として明言していたブリーダーズカップを回避。またファイサル王子の意向により、サウジカップの連覇や、「欧州では同じレース」を目標にして来年も現役続行とすることが決定された。

### 5歳(2022年)
2月26日、3年連続でのサウジアラビア遠征として、連覇を懸け、また「史上最高賞金獲得馬」の座を狙ってサウジカップ（G1）に出走。しかしミシュリフは前年サウジカップのような鋭い発走が出来ず、じわじわと上がってマンダルーンに並ぶ好位置を取ったが、最終コーナー以前で失速し、最後は完全にキャンターで入線、地元馬エンブレムロードの14着（最下位）に敗れた。
イギリスへと帰国して検査が行われることとなったが、馬体面の問題は発見されなかった。ゴステン師は「序盤から速くなったペース」「昨年とは違った馬場状態」をサウジカップでの敗因に挙げ、同じく連覇の懸かっていたドバイシーマクラシックを回避した。
帰国初戦となった7月2日のエクリプスステークスでは後方から追い上げるもヴァデニのクビ差2着。続くキングジョージ6世&クイーンエリザベスステークスは出遅れて最後方から追い込むも3着。8月17日のインターナショナルステークスでは2番手追走から直線でいったんは先頭に立つもバーイードに突き放され2着となった。
秋に入り、9月10日のアイリッシュチャンピオンステークスは最後方から脚を伸ばすも4着。10月2日の凱旋門賞では見せ場なく13着と大敗を喫した。そして、引退レースとなった11月5日のブリーダーズカップ・ターフではレベルスロマンスの4着に終わった。

## 引退後
引退後の2023年よりフランスで種牡馬入りしたが、同年1月に体調不良を起こして療養。その後、回復して3月から種付け開始が予定されていたが、体調が万全でないことからこの年は種付けを行わないことになった。

## 競走成績
以下は、JRA-VAN Ver. World、Racing Post、英国競馬統括機構、サカブジョッキークラブの情報に基づく。
| 競走日     | 競馬場           | 競走名               | 格 | 距離（馬場）  | 頭数 | 枠番 | 馬番 | 着順 | タイム   | 着差           | 騎手             | 斤量 | 1着馬（2着馬）        |
| ---------- | ---------------- | -------------------- | -- | ------------- | ---- | ---- | ---- | ---- | -------- | -------------- | ---------------- | ---- | --------------------- |
| 2019.10.14 | ヤーマス         | 条件戦               |    | 芝1400m（不） | 10   | 8    | 5    | 04着 | -        | 4馬身          | R.ハヴリン       | 9-5  | Society Lion          |
| 0000.10.25 | ニューベリー     | 条件戦               |    | 芝1600m（不） | 13   | 9    | 8    | 03着 | -        | 9馬身          | L.デットーリ     | 9-2  | Acquitted             |
| 0000.11.06 | ノッティンガム   | 未勝利戦             |    | 芝1670m（不） | 11   | 6    | 7    | 01着 | R1:56.60 | （10馬身）     | D.イーガン       | 9-5  | （Spanish Persuader） |
| 2020.02.20 | KAA              | サンバサウジダービー |    | D1600m（良）  | 14   | 12   | 8    | 02着 | R1:38.32 | 2馬身 1/4      | D.イーガン       | 8-9  | Full Flat             |
| 0000.06.06 | ニューマーケット | ニューマーケットS    | L  | 芝2000m（良） | 9    | 2    | 5    | 01着 | R2:00.85 | （4馬身）      | D.イーガン       | 9-0  | （Volkan Star）       |
| 0000.07.05 | シャンティイ     | ジョッケクルブ賞     | G1 | 芝2100m（稍） | 17   | 3    | 5    | 01着 | R2:04.01 | -（1馬身 3/4） | I.メンディザバル | 9-2  | （The Summit）        |
| 0000.08.15 | ドーヴィル       | ギヨームドルナノ賞   | G2 | 芝2000m（不） | 4    | 3    | 2    | 01着 | R2:16.32 | （4馬身 1/2）  | L.デットーリ     | 9-2  | （The Summit）        |
| 0000.10.17 | アスコット       | 英チャンピオンS      | G1 | 芝1990m（重） | 11   | 9    | 9    | 08着 | R2:14.41 | 11馬身 1/2     | L.デットーリ     | 9-1  | Addeybb               |
| 2021.02.20 | KAA              | サウジC              |    | D1800m（良）  | 16   | 12   | 11   | 01着 | R1:49.59 | （1馬身）      | D.イーガン       | 9-0  | （Charlatan）         |
| 0000.03.27 | メイダン         | ドバイシーマC        | G1 | 芝2410m（良） | 10   | 9    | 7    | 01着 | R2:26.65 | （クビ）-      | D.イーガン       | 8-13 | （Chrono Genesis）    |
| 0000.07.03 | サンダウン       | エクリプスS          | G1 | 芝1990m（稍） | 4    | 3    | 2    | 03着 | R2:11.59 | 3馬身 1/2      | D.イーガン       | 9-7  | St Mark's Basilica    |
| 0000.07.24 | アスコット       | KGVI&QES             | G1 | 芝2390m（良） | 5    | 5    | 2    | 02着 | R2:26.85 | 1馬身 3/4      | D.イーガン       | 9-7  | Adayar                |
| 0000.08.18 | ヨーク           | 英国際S              | G1 | 芝2050m（良） | 7    | 6    | 2    | 01着 | R1:59.25 | （6馬身）      | D.イーガン       | 9-6  | （Alenquer）          |
| 0000.10.16 | アスコット       | 英チャンピオンS      | G1 | 芝1990m（稍） | 9    | 2    | 4    | 04着 | R2:08.92 | 3馬身 1/4      | D.イーガン       | 9-1  | Sealiway              |
| 2022.02.26 | KAA              | サウジC              | G1 | D1800m（良）  | 14   | 14   | 9    | 14着 | R1:58.10 | 80馬身 1/4     | D.イーガン       | 9-0  | Emblem Road           |
| 0000.07.02 | サンダウン       | エクリプスS          | G1 | 芝1990m（稍） | 6    | 3    | 4    | 02着 | R2:05.25 | クビ           | D.イーガン       | 9-9  | Vadeni                |
| 0000.07.23 | アスコット       | KGVI&QES             | G1 | 芝2390m（良） | 6    | 2    | 2    | 03着 | R2:31.32 | 10馬身3/4      | J.ドイル         | 9-9  | Pyledriver            |
| 0000.08.17 | ヨーク           | 英国際S              | G1 | 芝2050m（良） | 6    | 5    | 5    | 02着 | R2:10.39 | 6馬身1/2       | J.ドイル         | 9-8  | Baaeed                |
| 0000.09.10 | レパーズタウン   | 愛チャンピオンS      | G1 | 芝2000m（重） | 7    | 5    | 3    | 04着 | -        | 2馬身1/2       | C.キーン         | 9-9  | Luxemburg             |
| 0000.10.02 | パリロンシャン   | 凱旋門賞             | G1 | 芝2400m（重） | 20   | 17   | 4    | 13着 | -        | 18馬身         | W.ビュイック     | 9-5  | Alpinista             |
| 0000.11.05 | キーンランド     | BCターフ             | G1 | 芝2400m（良） | 13   | 11   | 11   | 04着 | -        | 3馬身1/4       | L.デットーリ     | 9-0  | Rebel's Romance       |

## 血統表
| ミシュリフの血統     | ミシュリフの血統                       | ミシュリフの血統                       | （血統表の出典）                       | （血統表の出典） |
| 父系                 | ミスタープロスペクター系               | ミスタープロスペクター系               | ミスタープロスペクター系               | [ § 2 ]          |
| 父 Make Believe 2012 | 父の父*マクフィ 2007                   | Dubawi                                 | Dubai Millennium                       | Dubai Millennium |
| 父 Make Believe 2012 | 父の父*マクフィ 2007                   | Dubawi                                 | Zomaradah                              |                  |
| 父 Make Believe 2012 | 父の父*マクフィ 2007                   | Dhelaal                                | Green Desert                           | Green Desert     |
| 父 Make Believe 2012 | 父の父*マクフィ 2007                   | Dhelaal                                | Irish Valley                           |                  |
| 父 Make Believe 2012 | 父の母Rosie's Posy 1999                | Suave Dancer                           | Green Dancer                           | Green Dancer     |
| 父 Make Believe 2012 | 父の母Rosie's Posy 1999                | Suave Dancer                           | Suavite                                |                  |
| 父 Make Believe 2012 | 父の母Rosie's Posy 1999                | My Branch                              | Distant Relative                       | Distant Relative |
| 父 Make Believe 2012 | 父の母Rosie's Posy 1999                | My Branch                              | Pay The Bank                           |                  |
| 母 Contradict 2010   | 母の父Raven's Pass 2005                | Elusive Quality                        | Gone West                              | Gone West        |
| 母 Contradict 2010   | 母の父Raven's Pass 2005                | Elusive Quality                        | Touch of Greatness                     |                  |
| 母 Contradict 2010   | 母の父Raven's Pass 2005                | Ascutney                               | Lord At War                            | Lord At War      |
| 母 Contradict 2010   | 母の父Raven's Pass 2005                | Ascutney                               | Right Word                             |                  |
| 母 Contradict 2010   | 母の母Acts of Grace 2003               | Bahri                                  | Riverman                               | Riverman         |
| 母 Contradict 2010   | 母の母Acts of Grace 2003               | Bahri                                  | Wasnah                                 |                  |
| 母 Contradict 2010   | 母の母Acts of Grace 2003               | Rafha                                  | Kris                                   | Kris             |
| 母 Contradict 2010   | 母の母Acts of Grace 2003               | Rafha                                  | Eljazzi                                |                  |
| 母系(F-No.)          | (FN:7-a)                               | (FN:7-a)                               | (FN:7-a)                               | [ § 3 ]          |
| 5代内の近親交配      | Nijinsky 5×5、Green Valley 5･5（父内） | Nijinsky 5×5、Green Valley 5･5（父内） | Nijinsky 5×5、Green Valley 5･5（父内） | [ § 4 ]          |
| 出典                 | 1. 2. 3. 4.                            | 1. 2. 3. 4.                            | 1. 2. 3. 4.                            | 1. 2. 3. 4.      |

- 2代母アクツオブグレースは、インヴィンシブルスピリット（スプリントカップ）、コディアック[注 4][74]の半妹[75][76]。
- 3代母ラファは仏オークス勝ち馬で、通算7戦5勝2着2回[77]。